# ダニエル・キャロル
ダニエル・キャロル（英:Daniel Carroll、1730年7月22日-1796年7月5日）は、現在のアメリカ合衆国メリーランド州プリンス・ジョージ郡出身の政治家であり、アメリカ合衆国建国の父の一人である。アメリカの偉大な植民者家系に属する著名な者であり、従弟のチャールズ・キャロル・オヴ・カロルトンはアメリカ独立宣言に署名し、弟のジョン・キャロルはアメリカでは初めてのカトリック司教であった。連合規約とアメリカ合衆国憲法の両方に署名した4人の一人である。
キャロルは家系の栄誉をアメリカの独立に融合させ、進んで愛国者側に地域社会における社会的また経済的地位を賭けた高貴な農園主であった。後にジョージ・ワシントンの友人かつ忠実な同盟者として、アメリカ独立の期待を成就し満たすことのできる強い中央政府のために働いた。皮肉なことに、植民地貴族に同名の者がおり、フィラデルフィアでの憲法制定会議では国の人民のために直接責任を持つ政府のためにその者と戦った。

## 初期の経歴
キャロルはメリーランドのプリンス・ジョージ郡アッパー・マールボロで生まれた。植民地の裕福なカトリック教徒の常として、海外に行って教育を受けた。1742年から1748年まで、フランドルのサントマー大学でイエズス会の元で学んだ。アメリカに戻ると、徐々にではあるが愛国者の側に加わるようになった。大土地所有者であるキャロルは、革命が経済的に失敗しないように、またその家庭の経済的破滅をもたらさないだけでなく、暴民政治にもならないよう気をつけていた。さらに当初はメリーランドの法律でカトリック教徒を公的な役職から排除していたので、その政治に関われなかった。1776年のメリーランド憲法でこの法律が撤廃されると、メリーランド議会上院に選出される道が開かれた（在任1777年-1781年）。その任期が終わると、大陸会議の代議員となり（在任1781年-1784年）、1781年には連合規約に署名した。独立への関わりに付いては、その上流階級の拡大された家系の中で他の愛国者と同じように、先祖から伝わるモットー「信義と戦いでは強く」に刺激されていた。

## 1787年の憲法制定会議
キャロルはフィラデルフィアでの憲法制定会議で活動的なメンバーとなったが、病気のために初期の会期には出席できなかった。親友のジェームズ・マディソンと同様に、州間や諸外国との交易を規制するためには強い中央政府が必要と確信していた。キャロルは繰り返し、連邦議会議員に各州が給与を払うことに反対する発言をしていたが、これはそのようなやり方が新しい政府の力を弱めるという理由だった。
それは両院の州議会への依存が完璧になるからである。...この形態の新政府は1つではなく2つになった大陸会議の二番煎じ以外の何ものでもなく、おそらくはほとんど修正は行われない。
キャロルは政府の権限が人民に付与されることを望み、人民主権を求めるジェイムズ・ウィルソンに加担した。大統領は議会によって選ばれるという案が出来てきたとき、「議会によって」という言葉を「人民によって」に置き換える動議を出したのがキャロルであり、ウィルソンが支持した。キャロルがアメリカ合衆国憲法に署名したカトリック教徒2人のうちの1人となったことは、独立戦争期にアメリカの信教の自由が進展したことの象徴となった。
キャロルは7月9日まで憲法制定会議に出席できなかったが、それ以降は極めて規則的に出席した。議論中約20回は演説し、議論延長事項に関する委員会の委員を務めた。会議後はメリーランドに戻り、州内での批准のために動いたが、州批准会議の代議員にはならなかった。

## 政歴
憲法制定会議に続いて、州や国の関心事に没頭することになった。メリーランドにおける批准闘争では中心人物だった。メリーランド・ジャーナルの記事で憲法を擁護し、著名な反連邦主義者サミュエル・チェイスによって進められた議論に対する最も顕著な反論となった。メリーランドにおける批准が成立すると、連邦議会第1会期でメリーランド州第6区選出の下院議員となり、その経済的また財政的安定性に関する心配を反映して、連邦政府による州債の肩代わりについて賛成票を投じた。
キャロルは後にメリーランド州上院議員となり、コロンビア特別区を調査する3人の理事の一人に指名された。続いて新しい首都の理事（共同市長）となったが、高齢と健康が悪化したために1795年に辞任した。この時でも、気に入った領域における関心が活動的にさせていた。その晩年には、ポトマック川の運河を使って拡張しつつある西部と中間の州を繋ぐことを意図した事業であるパトーマック運河会社で、ジョージ・ワシントンの共同経営者の一人となった。